# Plukenetia conophora
Plukenetia conophora, también llamada nuez de Nigeria y conofor, es un arbusto trepador del género Plukenetia.  No se encuentra relacionada con el nogal, solo que su fruto se denomina nuez por su similitud externa con el fruto del nogal.
Es nativa de las zonas tropicales del oeste y centro de África desde Togo hasta Congo y en Sierra Leona. Abunda en  Nigeria, Camerún, República del Congo y República Democrática del Congo. Prefiere zonas de media sombra en la selva húmeda; arbustos bajos; bosques secundarios; plantaciones en elevaciones entre los 200 y 1400 m s. n. m. Si bien se sabe de su existencia en Sierra Leona, aparentemente no es nativa de Sierra Leona, ya que no existen registros de su presencia en Liberia y Ghana. Su presencia en Sierra Leona se debe a esclavos que han regresado ya que es conocida  entre los Krio por su nombre yoruba (nigeriano). Plukenetia conophora es la única especie de Plukenetia nativa del Oeste de África o África Central. Otras especie de Plukenetia son nativas de otras partes de África, el subcontinente indio, sureste de Asia, y América.

## Descripción
Esta planta por lo general alcanza 3 a 15 m de altura, aunque ciertos ejemplares alcanzan los 30 m de alto. La semilla tiene una cáscara delgada y mide unos 25 mm de largo. Está contenida en una vaina que puede albergar; una nuez sin cáscara (simple), dos nueces sin cáscara (doble) y tres nueces sin cáscara. Las cáscaras de las nueces pueden ser negras o marrones según la planta. La nuez es blancuzca al partir la cáscara. La nuez posee una capa delgada entre sus dos mitades.

## Usos

### Alimento
Plukenetia conophora es una planta importante a causa de la diversidad de usos.  Plukenetia conophora es ampliamente cultivada por sus nueces, las cuales se cuecen y son consumidas como snacks y a menudo son servidas acompañando platos de maíz o arroz.  En África Occidental, especialmente en Nigeria y Sierra Leona, y en los países del centro de África tales como Camerún, las semillas son una fuente de ingresos para los pobladores rurales. Si se la consume hervida, posee un sabor ligeramente amargo, por lo general notado luego de tomar agua. Se puede moler la semilla y producir polvo que se puede mezclar con harina para preparar tortas. Si se consume la nuez  cruda, tiene un sabor amargo comparable al de la nuez cola.
Las nueces también se tuestan y son consumidas como parte de la dieta normal, o ser agregadas a la masa de tortas. Las nueces contienen aceite con un rendimiento del 48–60% de un aceite de color dorado claro con sabor similar al del aceite de linaza. El aceite es comestible, aunque no es apropiado para hacer frituras o fabricar jabón, ya que se seca muy rápidamente.
Las hojas también son comestibles y a menudo se consumen junto con arroz.

### Medicina tradicional
En Gabón, se cree que si los esposos de mujeres embarazadas consumen estas semillas se previene la ocurrencia de abortos. Se cree que las nueces frescas son una antitoxina frente a mordeduras de víboras.

### Otros usos
El aceite se ha encontrado útil en la formulación de barniz para madera, aceite de soporte, aceite vulcanizado para cuero y sustituto de caucho.

## Nombres locales
- Awusa, Asala en yoruba, Nigeria
- Ukpa en igbo, Nigeria
- Kaso, Ngak en Camerún